# 二执
二执，佛教词语，又称人法二执，或生法二执。分别指“我执”和“法执”。我执又名人我执，即执著人有一个可以見聞覺知的实体；法执又名法我执，即执著一切法都有实体。

## 我执
我执在部派佛教有各种说法：
- 說一切有部主張人我非實有，唯法性實有。
- 犊子部、正量部等认为有一种非即非离蕴我，这种我既非带有五蕴假合而成的个体（蕴），也非五蕴以外称为我的我（离蕴），而是同五蕴非即非离的我。经量部又有胜义福伽羅之说。[1]

## 法执
大乘佛教不仅否定人我，而且也否定法我。 
法执，即执著心外的一切法都有实体。法执分为“俱生法执”与“分别法执”二种。